# Confrérie des chevaliers du Tastevin
La confrérie des chevaliers du Tastevin est une confrérie bachique traditionnelle folklorique bourguignonne, fondée en 1934 pour la mise en valeur des vins de Bourgogne, le maintien et la promotion des traditions de la région et de sa gastronomie.

## Organisation
La confrérie est une association à but non lucratif régie par la loi de 1901, dirigée par un "Grand Conseil" (l'équivalent d'un conseil d'administration), avec à sa tête un "Grand Maître" (le président de l'association). Son siège se trouve au Château du Clos de Vougeot (Côte-d'Or).
La confrérie compte environ 12 000 membres, répartis en France et à travers le monde, par le biais d'antennes appelées "Commanderies" et "Sous-Commanderies". La Commanderie la plus ancienne et la plus importante a vu le jour aux États-Unis en 1940.

### Signes distinctifs
La confrérie tire son nom du tastevin, récipient en métal servant à déguster le vin et outil des vignerons.
Elle possède des armoiries imaginées par l'illustrateur alsacien Hansi : de couleur pourpre à une barre d’or, accompagnée en pointe d’un barillet d’argent et en chef d’un tastevin aussi d’argent, l’écu timbré d’un heaume de tournoi.
Les Chevaliers du Tastevin ont pour devise Jamais en vain, toujours en vin.

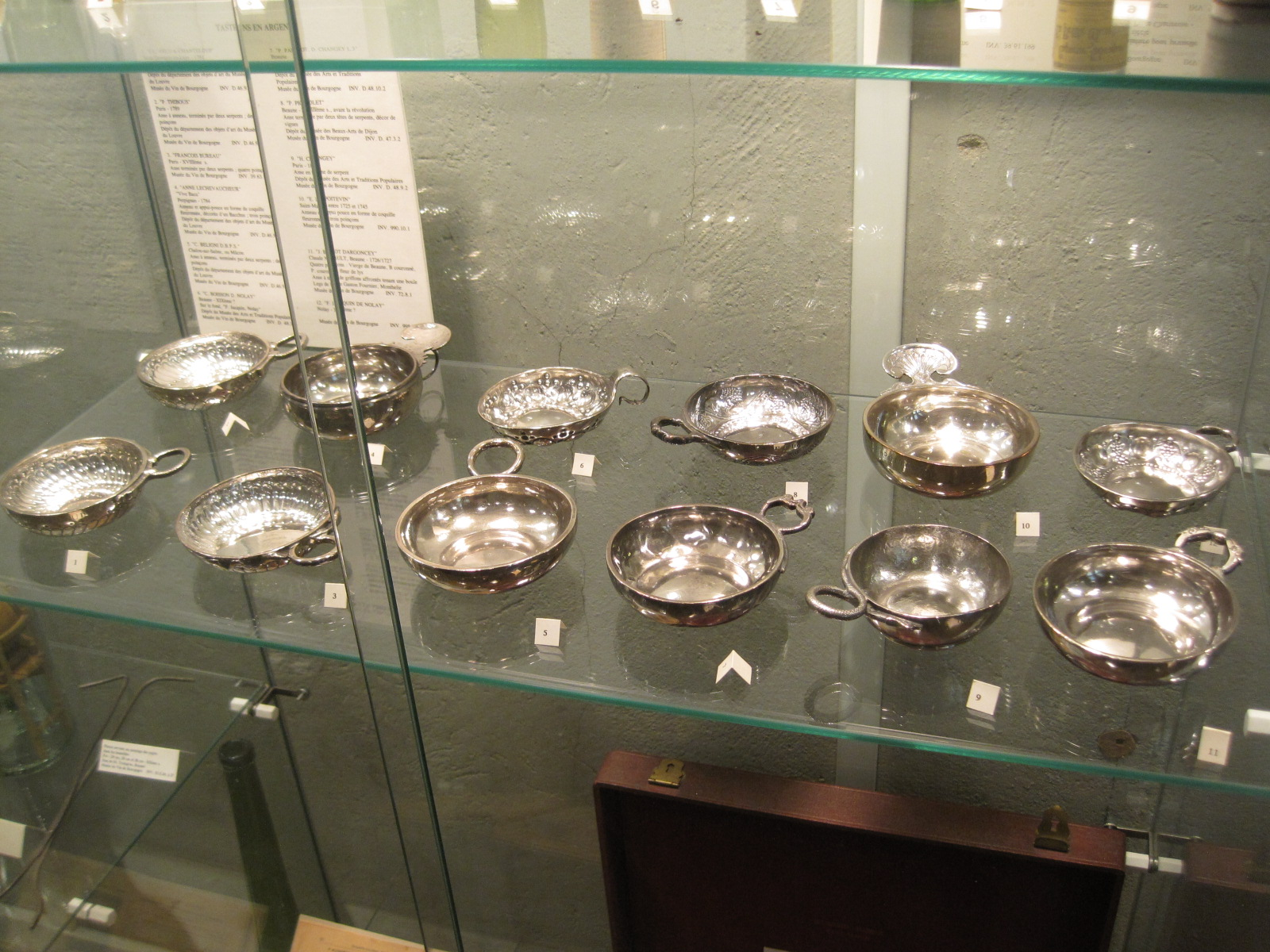
Tastevins exposés au Musée de Beaune
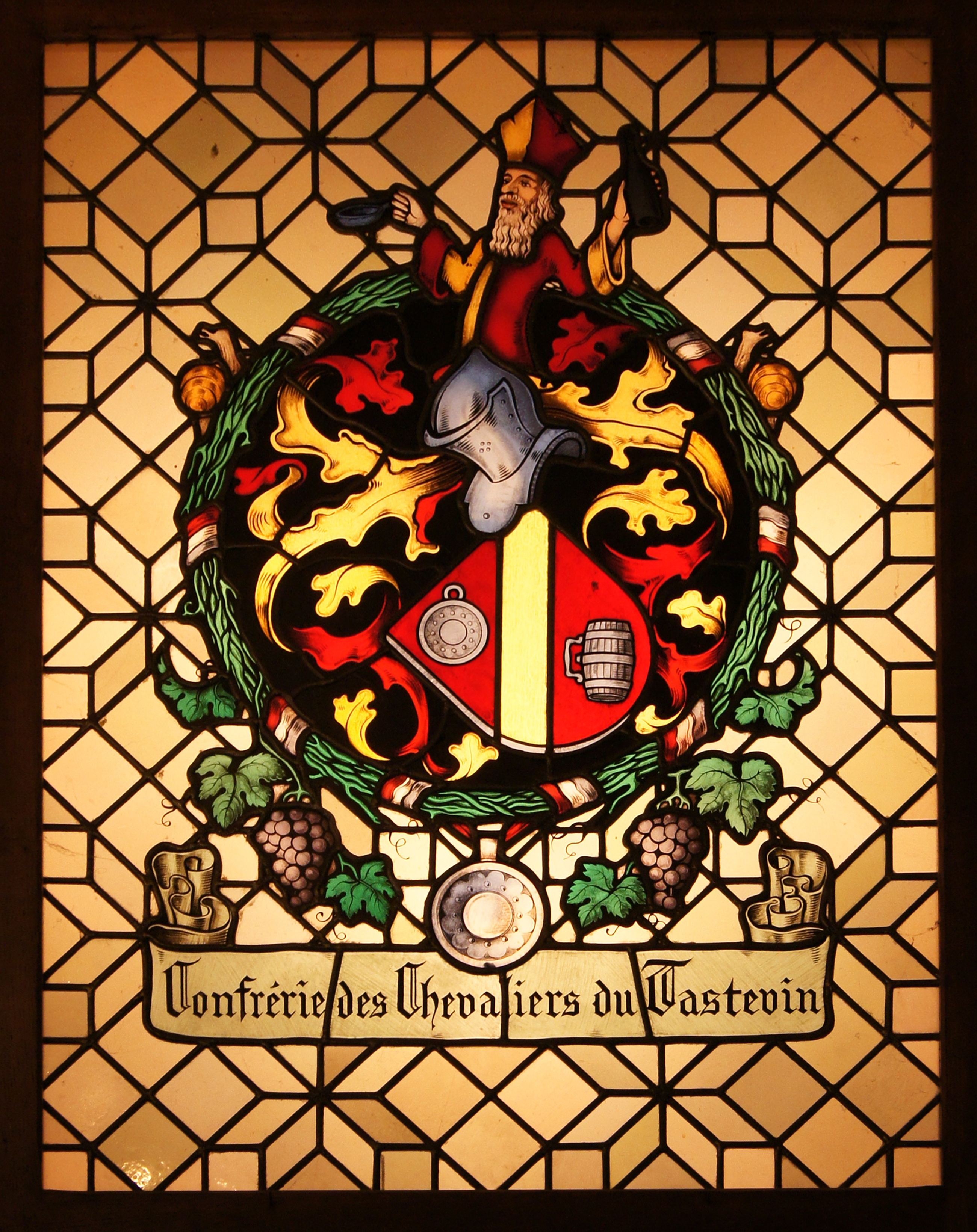
Vitrail des armoiries de la confrérie
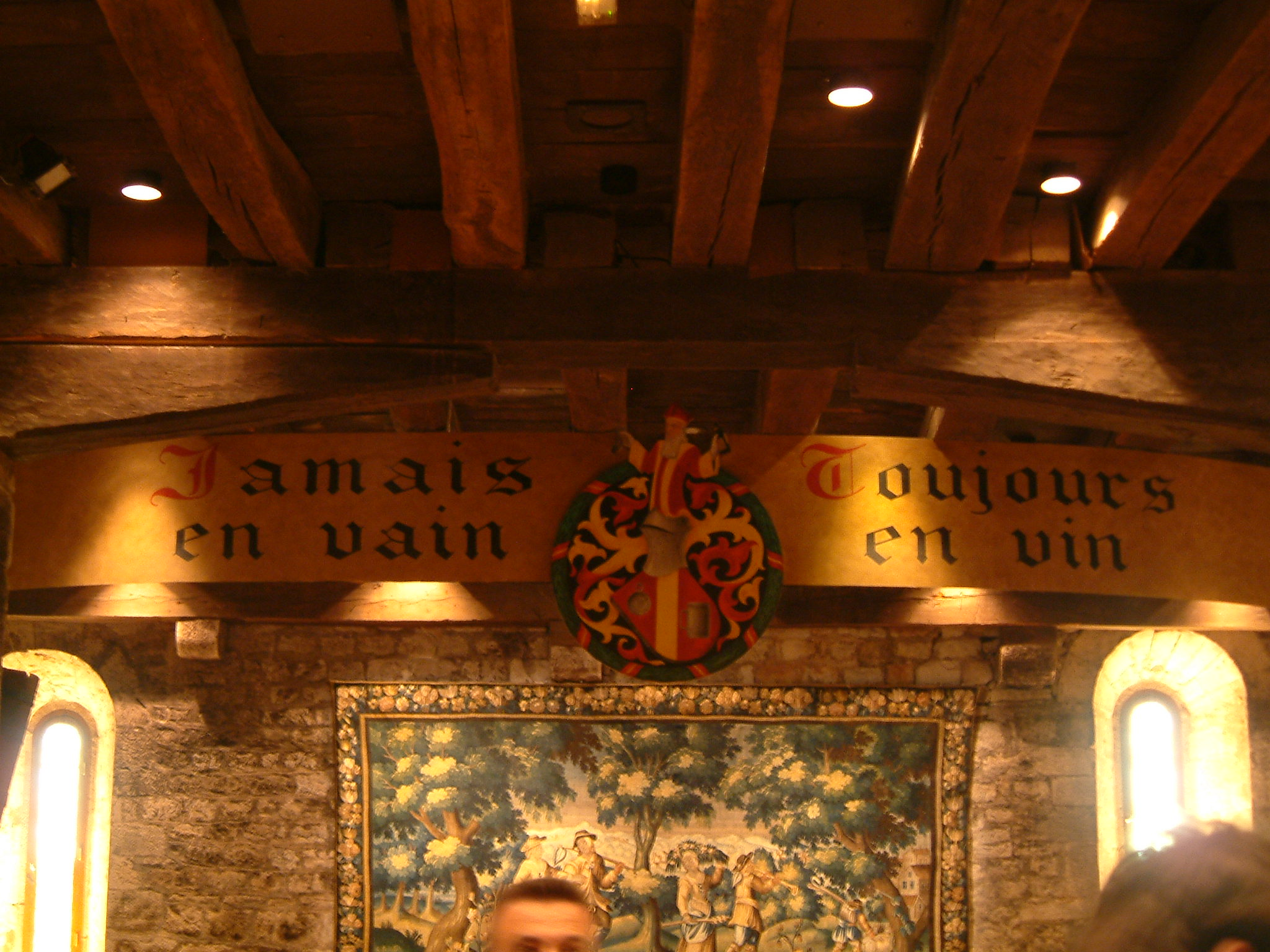
Devise de la confrérie dans le Grand Cellier du Château du Clos de Vougeot

### Chapitres
Depuis 1934, la confrérie organise des Chapitres (banquets gastronomiques), réservés à ses membres et à leurs invités. Ils ont pour but de promouvoir les vins de Bourgogne et la gastronomie bourguignonne. Organisés d'abord au Caveau Nuiton à Nuits-Saint-Georges (Côte-d'Or), ils prennent ensuite place dans le Grand Cellier du Château du Clos de Vougeot après son acquisition en 1944.
De nos jours, la confrérie organise 16 chapitres par an, où se retrouvent 500 à 600 invités. Au cours de chacun de ces repas, qui se composent de 6 plats et de 6 vins, elle intronise de nouveaux membres, français et étrangers.
Inspiré de tout un folklore bourguignon et de pièces de théâtre comme le Malade imaginaire de Molière, le rituel d'intronisation mené par le "Grand Maître" (président) de la Confrérie, entouré du "Grand Conseil de l'Ordre", est le suivant : 
Par Noé père de la Vigne
Par Bacchus, dieu du Vin
Et par Saint Vincent, patron des Vignerons,
Nous vous armons Chevalier du Tastevin.

Le service des plats est accompagné de chansons à boire, interprétées par la troupe des Cadets de Bourgogne, chœur polyphonique qui accompagne la confrérie depuis 1934. Leur répertoire comprend notamment Joyeux enfants de la Bourgogne et Le bourguignon vermeil.

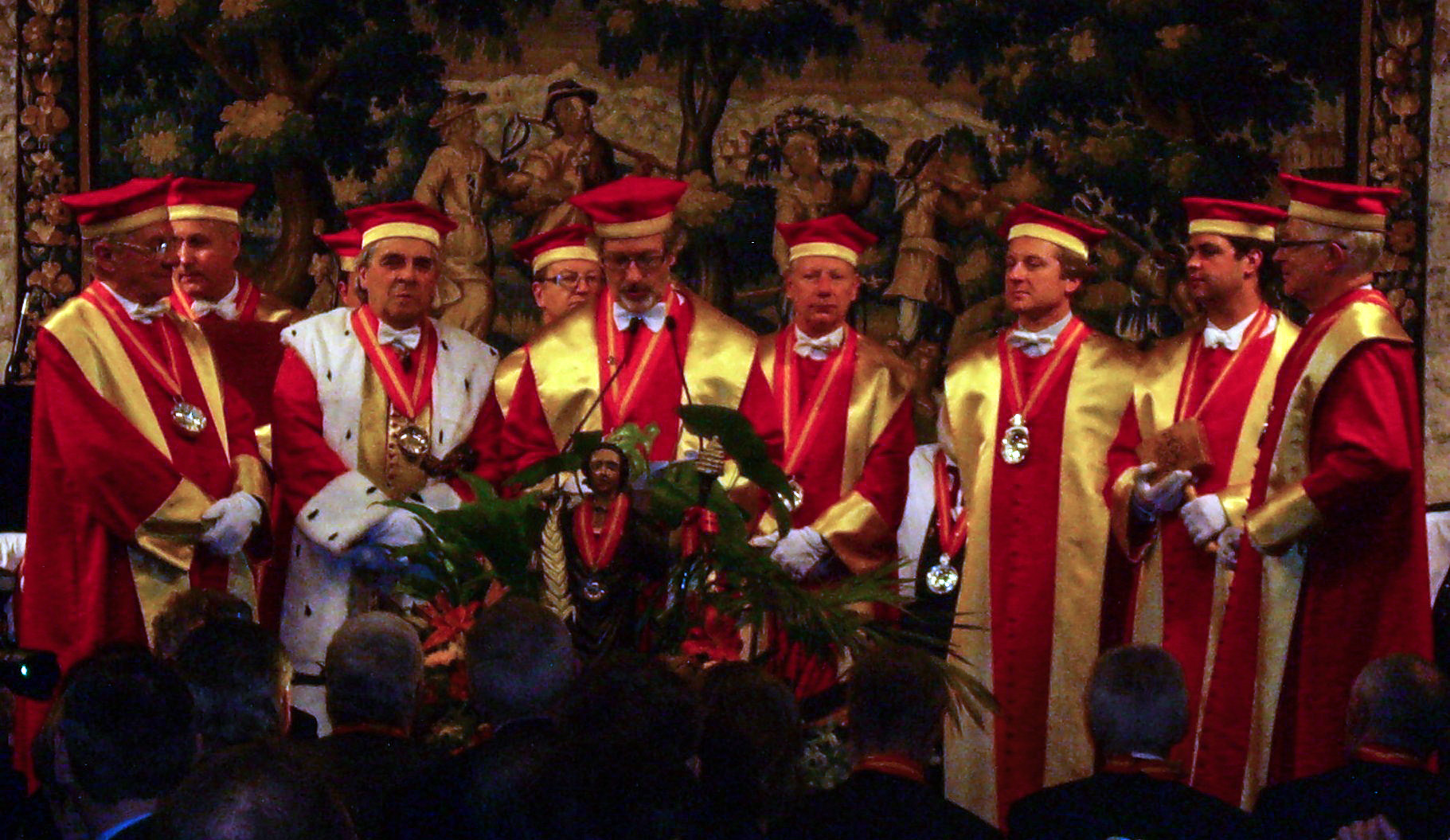
Le Grand Conseil lors d'un Chapitre
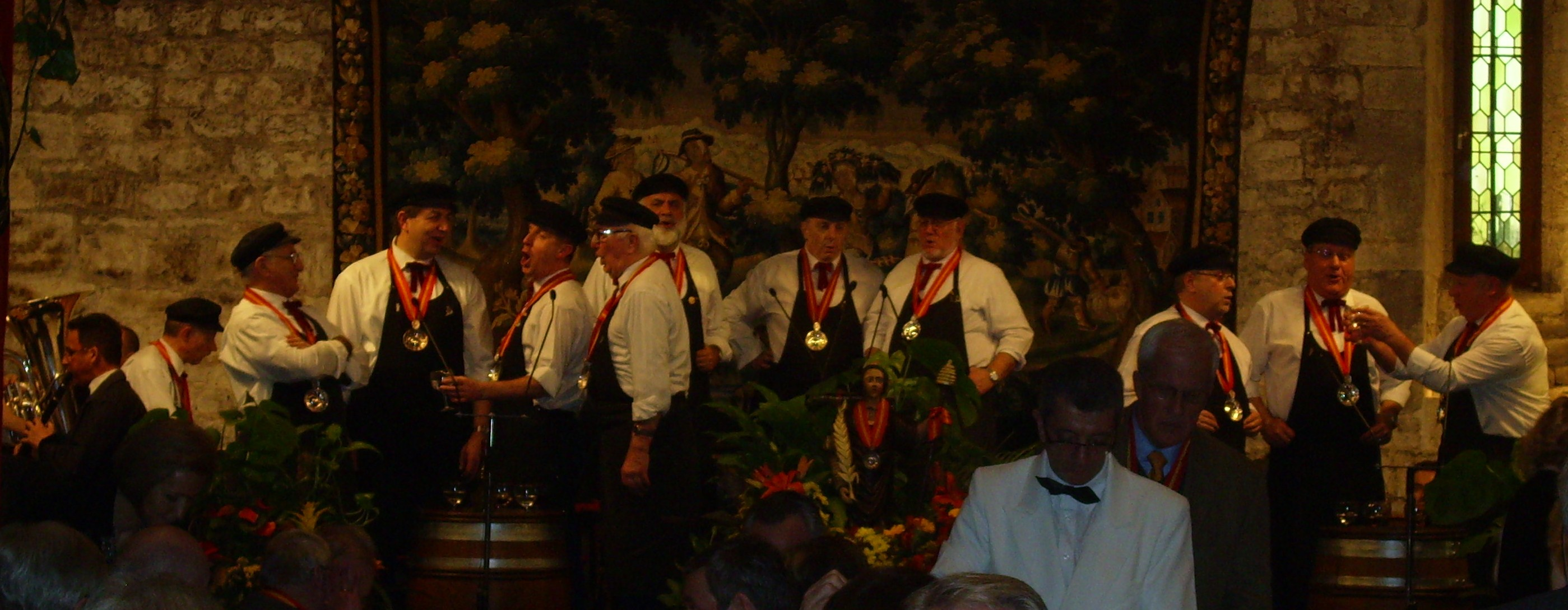
Les Cadets de Bourgogne lors d'un Chapitre

## Histoire

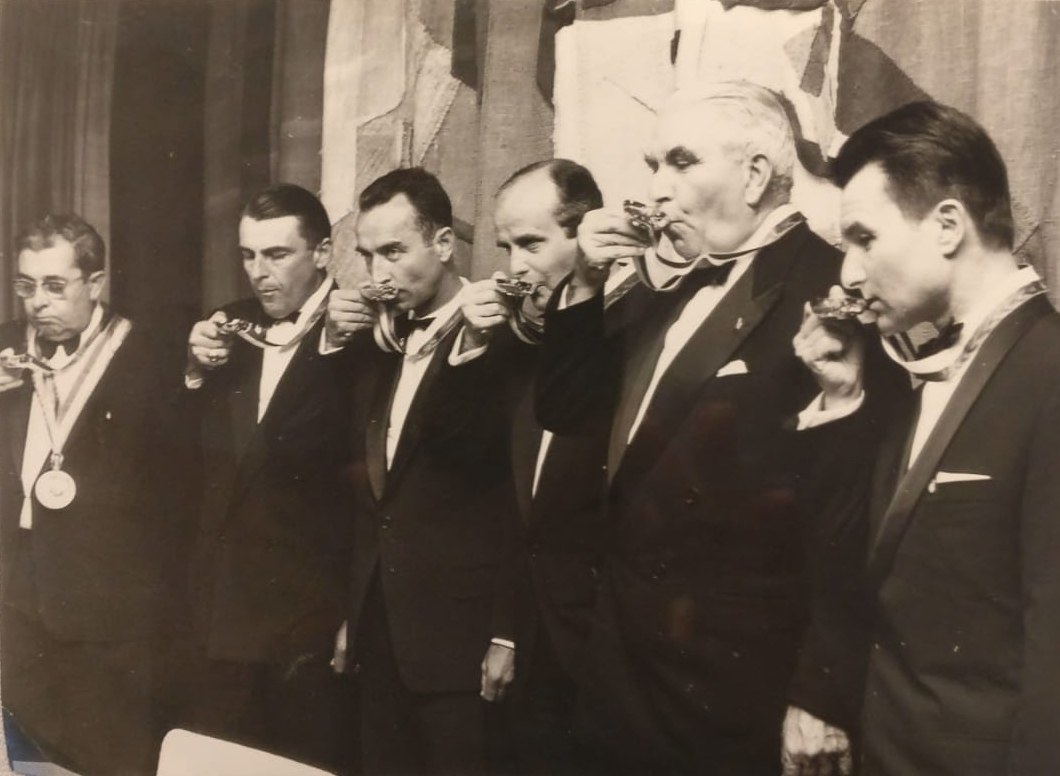
Cérémonie d'intronisation des nouveaux chevaliers, juin 1977

La confrérie des chevaliers du Tastevin est fondée le 16 novembre 1934, au Caveau Nuiton de Nuits-Saint-Georges, sur la route des Grands Crus en Bourgogne, par l'action de deux vignerons bourguignons, Georges Faiveley et Camille Rodier, qui s'étaient réunis avec des amis pour promouvoir les grands vins de Bourgogne.

### Acquisition du Château du Clos de Vougeot
En 1920, le château du Clos de Vougeot et le clos-vougeot sont achetés par Étienne Camuzet, député de Côte-d'Or, maire et important propriétaire viticole de Vosne-Romanée, qui conserve le clos et vend le château, le 29 novembre 1944, à la société civile des Amis du Château du Clos de Vougeot, qui accorde aux membres dirigeants de la confrérie des chevaliers du Tastevin un bail de 99 ans.
De ce fait, la confrérie ne possède pas de vignoble. Le vignoble du clos de Vougeot est partagé par environ 80 propriétaires de Vougeot et des villages voisins.

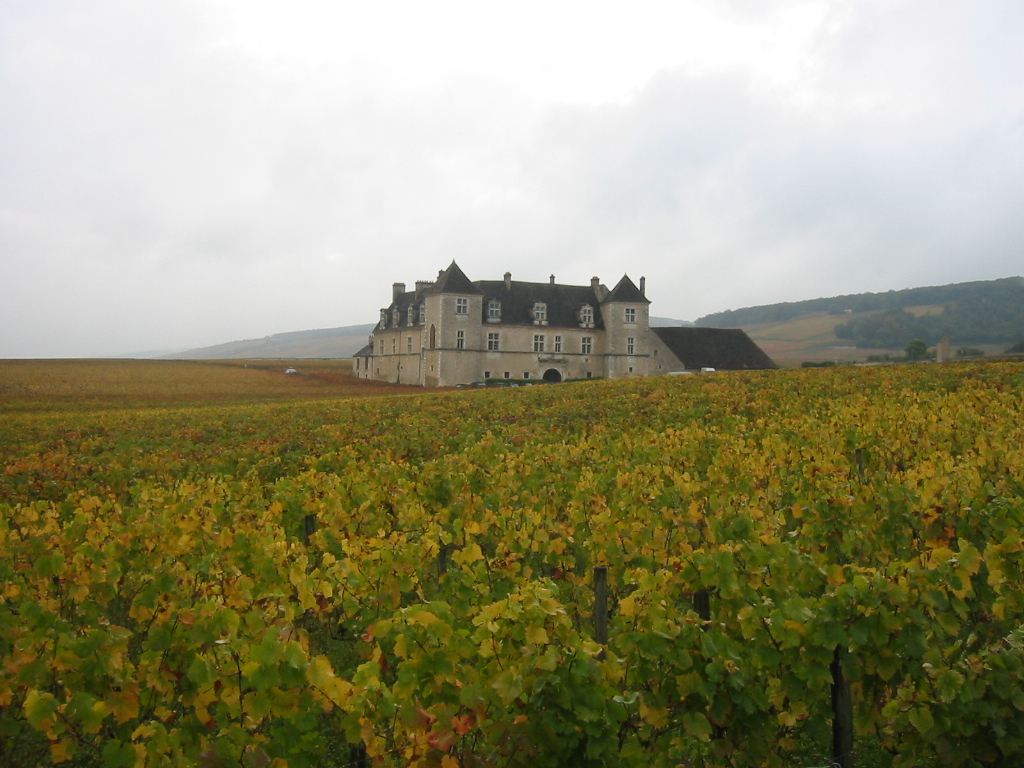
Château du Clos de Vougeot
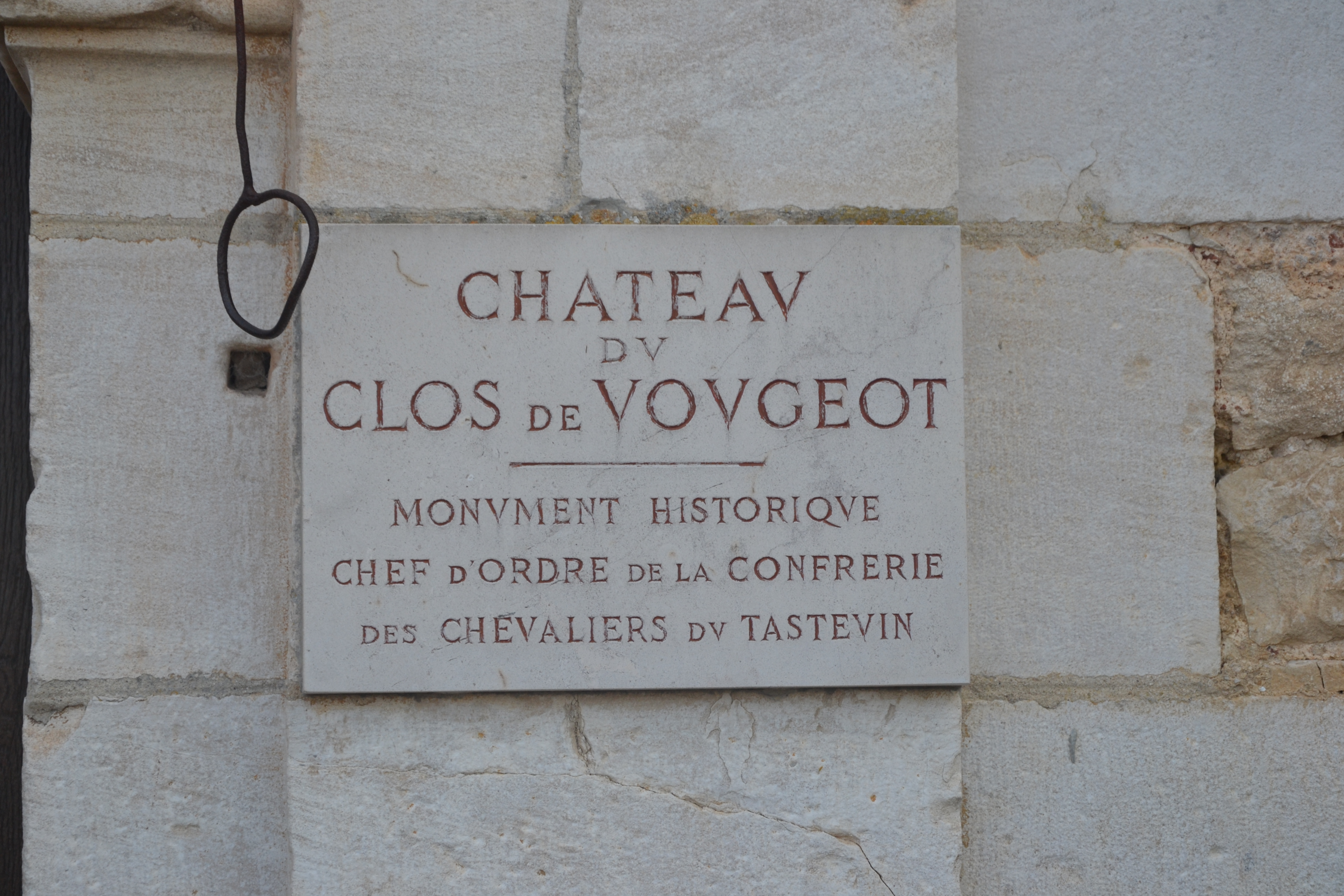
Plaque apposée à l'entrée du château
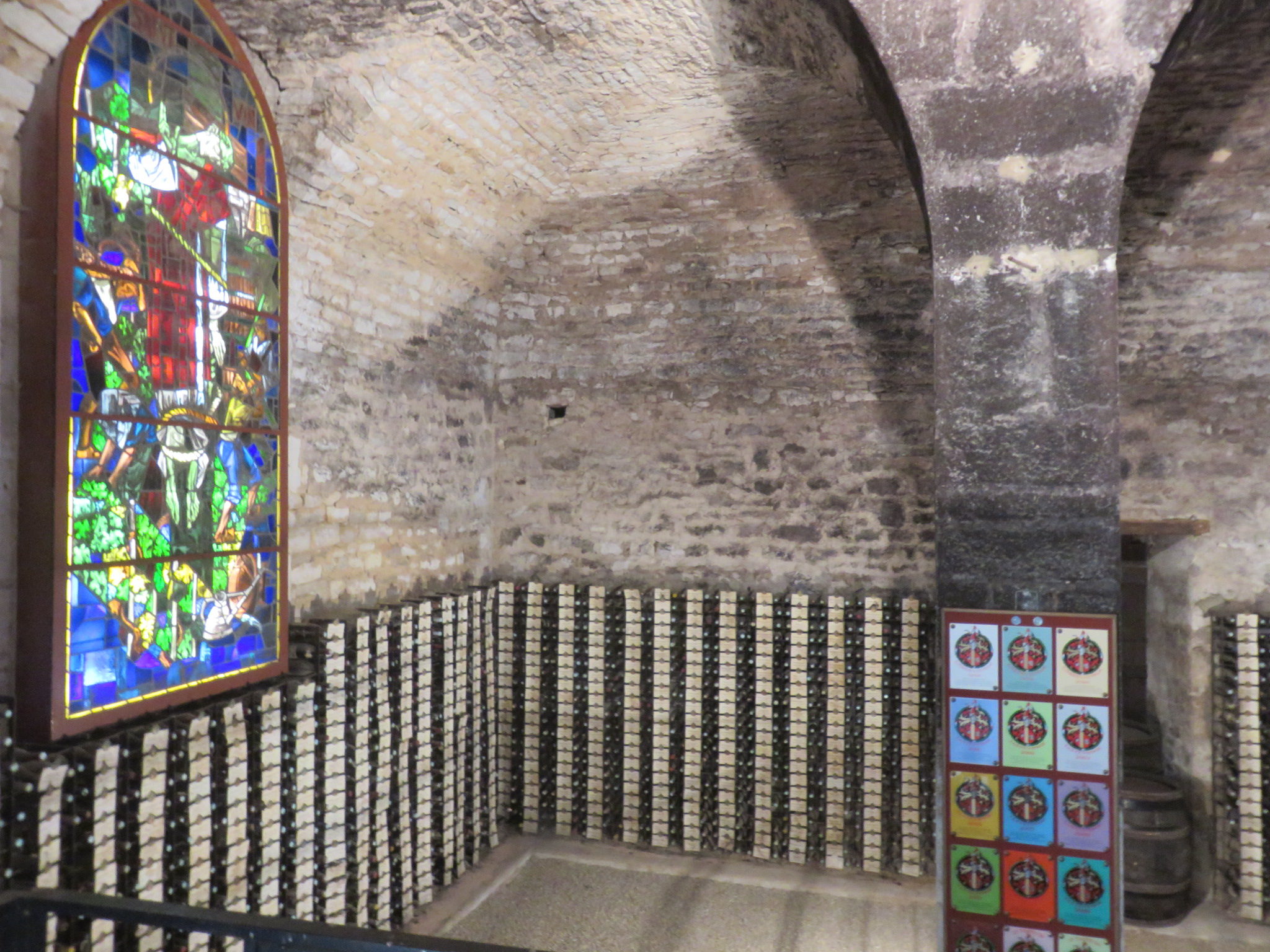
Œnothèque dans le cellier

### Saint-Vincent Tournante
En 1938, la confrérie invente la Saint-Vincent Tournante. Fête viticole bourguignonne se déroulant à la fin du mois de janvier, elle reprend une tradition de la région apparue au Moyen Âge qui, à cette époque, voyait les sociétés de secours mutuels de chaque village viticole (c'est-à-dire des sociétés d'entraides entre vignerons) célébrer Saint Vincent, patron des vignerons. Alors que cette manifestation avait peu à peu décliné, la confrérie avait décidé de la relancer. Son but : réunir toutes les sociétés autour d'une fête commune, accueillie chaque année par un village différent.

### Prix littéraire du Tastevin
En 1948, la confrérie se dota d'une Chambre des arts et belles-lettres ayant, parmi ses attributions, vocation à décerner chaque année un grand prix littéraire et à éditer les ouvrages concernant la vigne et le vin.
Ce prix finira par être élargi au Prix du Tastevin, récompensant toutes les formes d'action honorant la Bourgogne.

### Tastevinage
Depuis 1950, la confrérie des chevaliers de Tastevin organise dans le cellier du Château du Clos de Vougeot une séance de Tastevinage deux fois par an, au printemps et à l'automne. Le Tastevinage est présenté par la confrérie comme étant un label de qualité destiné à donner une plus grande visibilité aux vins de Bourgogne, que ce soit en France ou à l'étranger. Son but est de sélectionner les vins les plus représentatifs de la région.
Cette sélection est opérée par une dégustation à l'aveugle réalisée par un jury composé par des vignerons, des négociants en vins, des courtiers, des œnologues, des fonctionnaires partenaires de la filière vin, des restaurateurs, des acheteurs ou distributeurs, des journalistes du vin ou des amateurs éclairés, selon le règlement officiel de l'événement.
Les lots retenus par les dégustateurs sont dits "tastevinés", soit généralement un tiers du nombre des vins présentés à la dégustation. Les bouteilles concernées reçoivent le label du Tastevinage sous la forme des armoiries de la Confrérie, censé représenter un gage de qualité pour les consommateurs et une meilleure visibilité pour les vignerons.
À la suite de la requête de Gilbert Montagné (membre de la confrérie), le sceau du Tastevin est également lisible en braille sur les bouteilles.

La 100ème édition du Tastevinage, qui s'est déroulée en septembre 2017, a été présidé par Jeannie Cho Lee, première femme Master of Wine asiatique. 

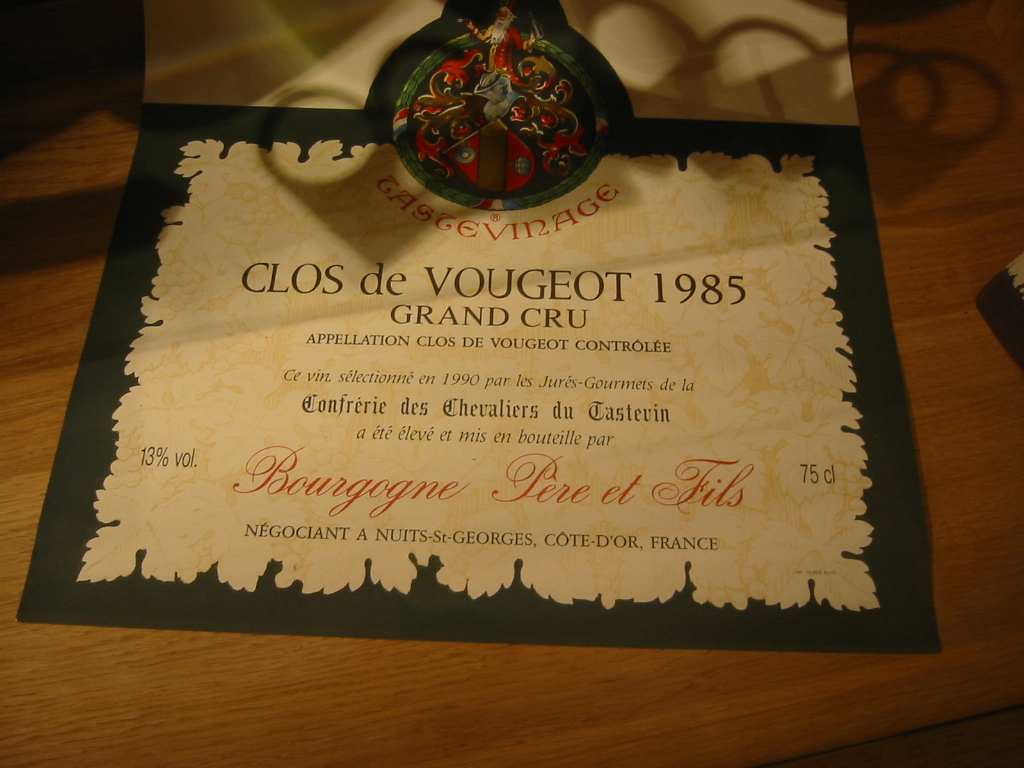
Étiquette ancienne du tastevinage

## Membres de la confrérie

### Intronisation
Pour devenir Chevalier postulant, il faut en manifester le souhait et être présenté par deux parrains membres de la Confrérie. Les intronisations ont lieu au cours des Chapitres au Chateau du Clos de Vougeot. L'intronisé reçoit alors les insignes du Tastevin et un certificat.

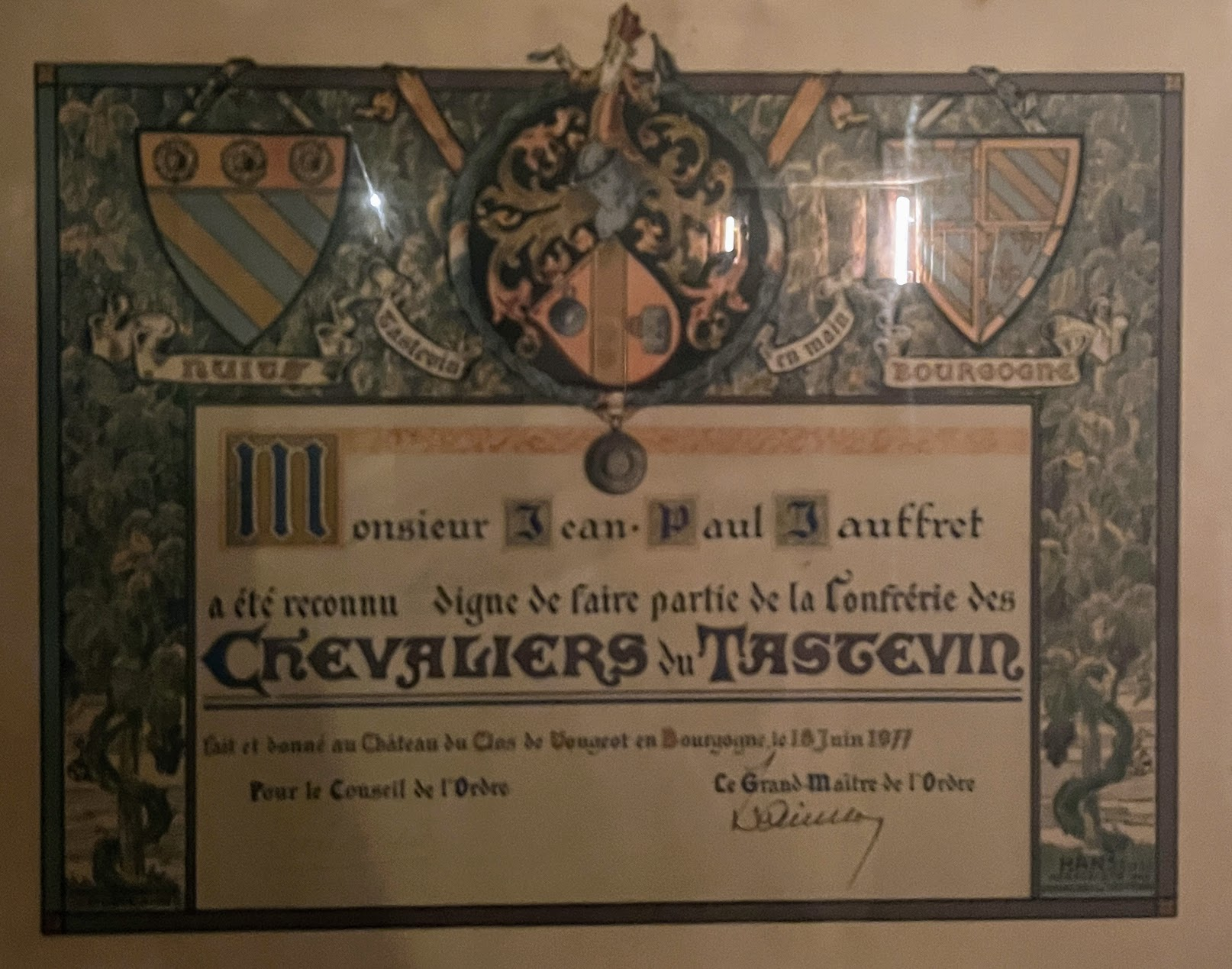
Certificat de membre d'un chevalier du Tastevin

### Quelques membres de la confrérie

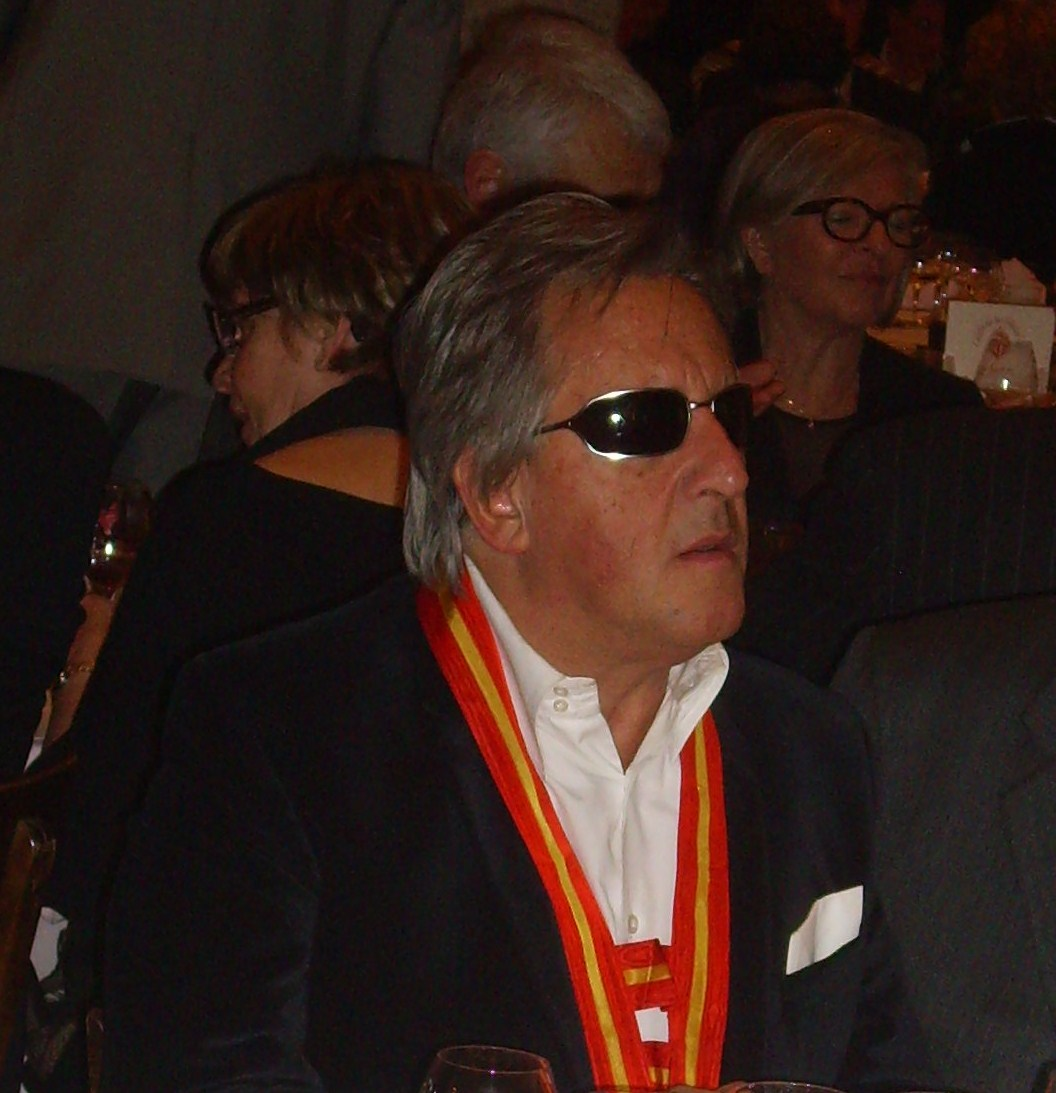
Gilbert Montagné lors de la fête de la Saint-Vincent tournante en 2011 au Château du Clos de Vougeot.

- Chefs d'Etat : Charles de Gaulle[8], Valéry Giscard d'Estaing[9], Emmanuel Macron, Angela Merkel[10].
- Hommes politiques : Helmut Kohl, Willy Brandt, (anciens chanceliers allemands)[11], Michel Barnier (ancien premier ministre français).
- Astronautes : Thomas Pesquet, Jean-Pierre et Claudie Haigneré[12].
- Cinéastes : Alfred Hitchcock[13], Claude Lelouch[14].
- Acteurs et actrices : Christian Clavier[15], Julie Depardieu[16].
- Chanteurs : Charles Aznavour[16], Gilbert Montagné[17], Michael Jones[18].
- Mode : Inès de la Fressange[15].
- Sportifs : Teddy Riner[19].
- Télévision : Michel Drucker[19].